# سیارک ۱۷۷۰۲
سیارک ۱۷۷۰۲ (به انگلیسی: 17702 Krystofharant، نامگذاری:1997JD) هفده هزار و هفتصد و دومین سیارک کشف شده‌است که در ۱ مه ۱۹۹۷ کشف شد.
قدر مطلق سیارک برابر ۱۳٫۷۰ است.